# محوطه آق تپه ۲
محوطه آق تپه ۲ در شهرستان مانه و سملقان، بخش مانه، ۲ کیلومتری جنوب شهر پیش قلعه واقع شده و این اثر در تاریخ ۱۸ شهریور ۱۳۸۷ با شمارهٔ ثبت ۲۳۱۸۴ به‌عنوان یکی از آثار ملی ایران به ثبت رسیده است.